# Chotěšov (Pilsen)
Chotěšov es una localidad ubicada en la región de Pilsen, República Checa. Tiene una población estimada, a inicios de 2021, de 2960 habitantes.
Está situada a unos 20 km al suroeste de la ciudad de Pilsen y a unos 100 km de Praga.